# L'amante di Lady Chatterley (film 1991)
L'amante di Lady Chatterley è un film erotico del 1991 diretto da Pasquale Fanetti, firmato come Frank De Niro. Tratto dal celebre romanzo di David Herbert Lawrence del 1928, è il seguito di La storia di Lady Chatterley.